# Splashin' Rain
Splashin' Rain (em português:  "Espalhando Chuva") é uma canção da cantora folk americana Amy Jo Johnson. Foi lançada como download digital em 21 de Dezembro de 2001, chegando as rádios estadunidenses em Janeiro de 2002, como primeiro single do álbum de estreia de Amy Jo, The Trans-American Treatment. Foi escrita pela própria Amy Jo Johnson e produzida por J.T. McCluskey.

## Composição e arranjos
Com forte influência do rock gótico, a canção apresenta uma refrão ritmico, que é destacado pelo crescente riff da guitarra e pelo som do mandolin tocado por Rick Barns. Sobre a letra da canção, Amy Jo revelou que escreveu sobre um tema díficil de se compreender, pela sua profundidade. Ela fala sobre a morte, mas com objetivo de ver ela sendo encarada como algo semântico. A letra intercala elementos como a chuva, o céu, as estrelas e os anjos, o que facilita a construção de um cenário interpretativo. A introdução de Splashin Rain conta com uma melodia leve, que vai aumentando sua intensidade até chegar a seu ápice, após o último refrão. Nos últimos versos, as guitarras ganham um ritmo acelerado que potencializam a voz de Amy Jo, que se eleva e grita na frase que marca a canção "I will be splashing around us all".

## Trilha sonora
A canção foi parte da trilha sonora do curta metragem norte americano "Closing Time" produzido por Todd Goldman. A produção, que foi apresentada nos festivais de cinema dos Estados Unidos, ganhou o prêmio de melhor curta do Official Best of Fest Award.

## Shows
Splashin' Rain foi a música carro-chefe da primeira turnê de shows de Amy Jo Johnson, que teve início em fevereiro de 2002 na cidade de Los Angeles. A turnê também marcou a saída de Amy Jo Johnson da banda Valhalla, que seguiu com a "The Amy Jo Johnson Band". A primeira turnê passou por várias cidades dos Estados Unidos. As maiores apresentações ocorreram em Nova York, Dennis, Santa Monica e Hollywood.

## Créditos
Lista-se abaixo os profissionais envolvidos na elaboração de Splashin Rain, de acordo com o encarte do álbum The Trans-American Treatment.
| - Vocal - Amy Jo Johnson - Composição - Amy Jo Johnson - Backing vocals, Teclados, Percussão - J.T. McCluskey | - bateria - Larry Bers - Guitarras - Chris Bauer/Billy Watson - Mandolin – Rick Barns |

### Faixas
| Download digital |                  |                |         |  |
| N.º              | Título           | Compositor(es) | Duração |  |
| 1.               | "Splashin' Rain" | Amy Jo Johnson | 4:16    |  |
| Duração total:   | Duração total:   | Duração total: | 4:16    |  |